# رولاند بوريس
رولاند بوريس (بالإنجليزية: Roland Burris)‏ (و. 1937 – م) هو سياسي، محام أمريكي ولد في سينتراليا.
تولى منصب عضو مجلس الشيوخ الأمريكي .